# خرخیار
خرخیار یا خیار آب‌پران گیاهی است علفی چندساله و پایا از تیرهٔ کدوییان است که از عصاره میوه آن به نام الاتریوم در پزشکی گیاهی استفاده می‌کنند.
نام‌های دیگر آن خیار خر، خیار دشتی، خیار وحشی، خیارشنگ، سیم‌آهنگ، سماهنگ، کربز، خیارزه، اسپند، کموزسگی، کموزکول و خیار آب‌پران، خرخیار پران است.
خرخیار بومی مناطق معتدل آسیا، شمال آفریقا و اروپا است. سیار دارای ساقهٔ خزنده و خوابیده و ضخیم است. میوه‌اش مورد توجه است و شیر حاصل از آن به مصارف دارویی می‌رسد. میوهٔ این گیاه کمی از زیتون درشت‌تر و به درازی ۴ تا ۵ سانتی‌متر می‌رسد. رنگ میوه در آغاز سبز است و پس از رسیدن زرد می‌شود.
برگ‌های آن سه‌گوش با دمبرگ دراز است؛ گل‌هایش زردرنگ است که در تابستان می‌شکفند.
مشخصات: ساقهٔ پوشیده از کرک‌های زبر و خشن، برگها متناوب، پهن و دارای بریدگیهای کم‌عمق با دمبرگ دراز پوشیده از کرک بدون پیچک، گلها زرد کوچک و نر و ماده جداگانه روی یک پایه. میوه شبیه بلوط دراز، پس از رسیدن به رنگ سبز مایل به زرد پوشیده از تار زبر، طعم بسیار تلخ، پس رسیدن میوه، سوراخی در محل اتصال میوه به دمگل ایجاد شده و تخمها با سرعت و شدت و با صدا به خارج پرتاب می‌شوند. ریشهٔ آن بزرگ و سفید است.

## خواص و کاربرد
رسوب خشک شدهٔ مغز خیار که در بازار به نام الاتریوم وجود دارد، خاصیت تخدیر دارد و در موارد مالاریا، بیماری آب‌ترسی و هاری کاربرد دارد. این ماده مسهل بسیار قوی است، البته مصرف زیاد آن ایجاد مسمومیت، دل‌پیچه و سردرد می‌کند. از نظر طب سنتی، دارای طبعی گرم و خشک، پاک‌کنندهٔ دماغ، مسهل صفرا، بلغم خام و زردآب است و برای لقوه، فلج، صرع، کزاز، سردرد، دردهای مفاصل، نقرس، میگرن، سیاتیک، سرفهٔ سرد، تنگی نفس، گازها، استسقاء، یرقان‌سیاه، بواسیر، خرد کردن سنگ کلیه و مثانه، قاعده‌آور و ازدیاد ترشح ادرار نافع است. خوردن دم کردهٔ آن برای جذام مفید است.[فاقد منبع]

## نگارخانه

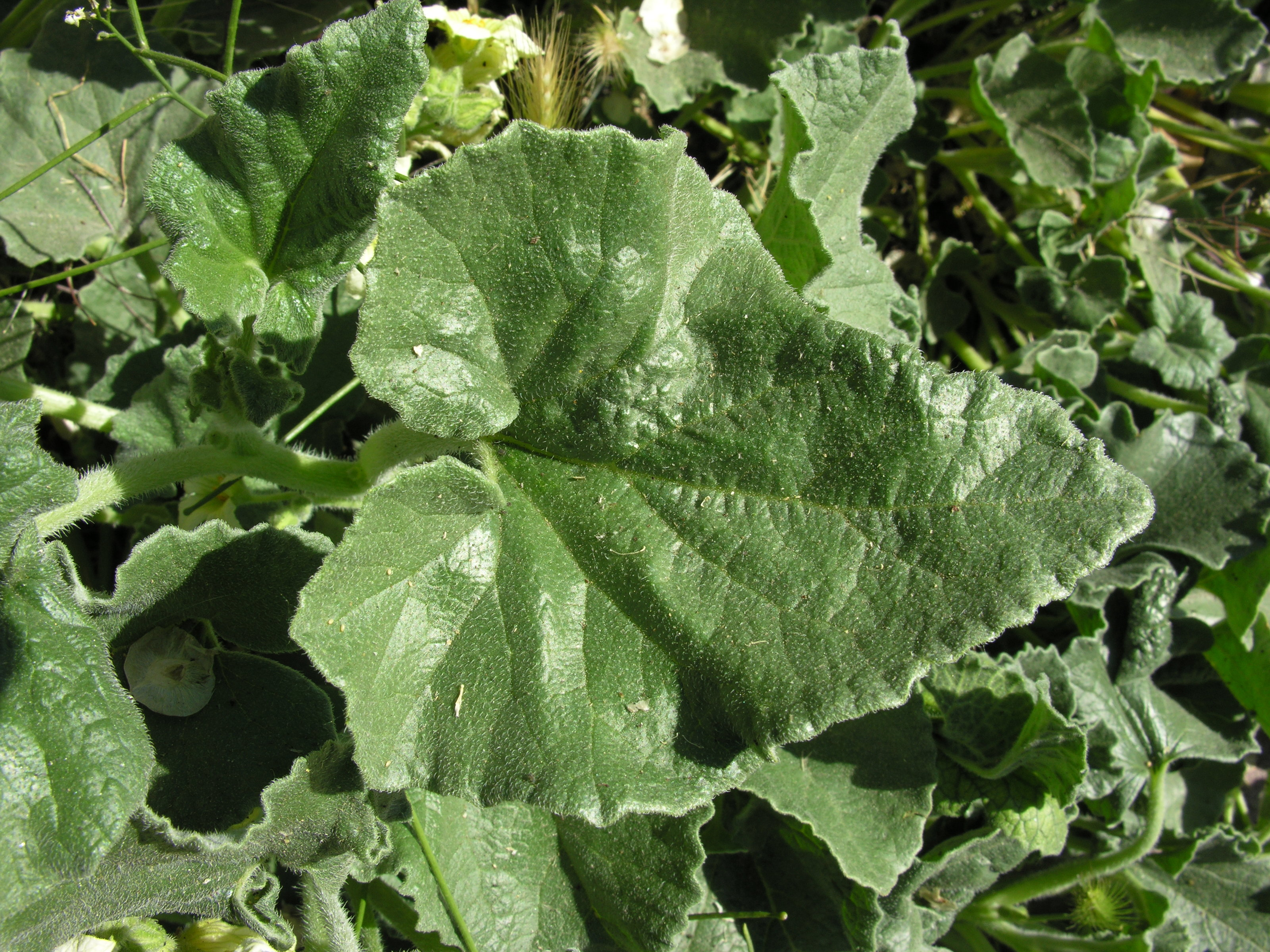
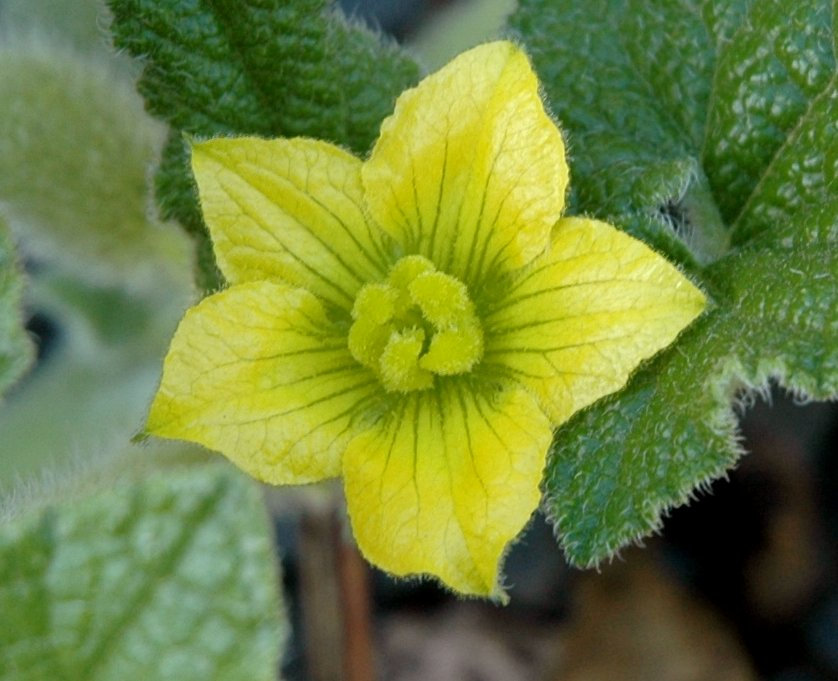
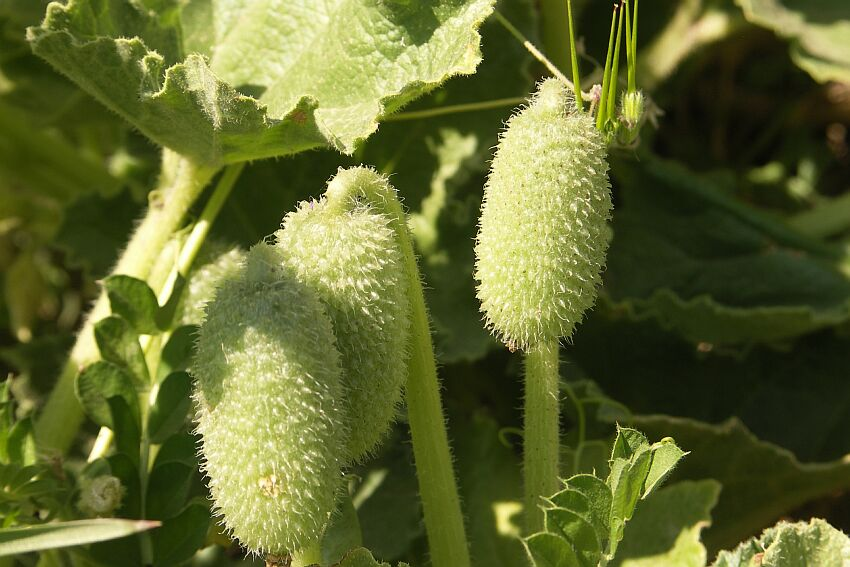
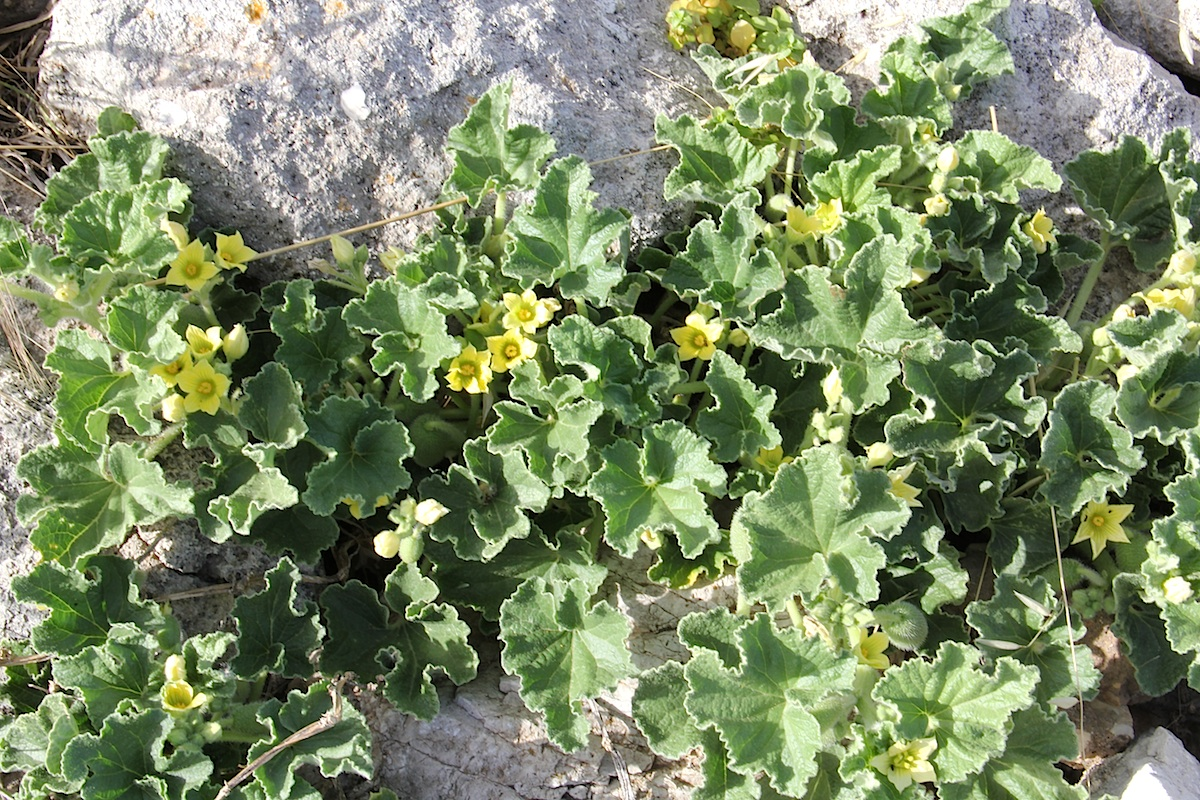
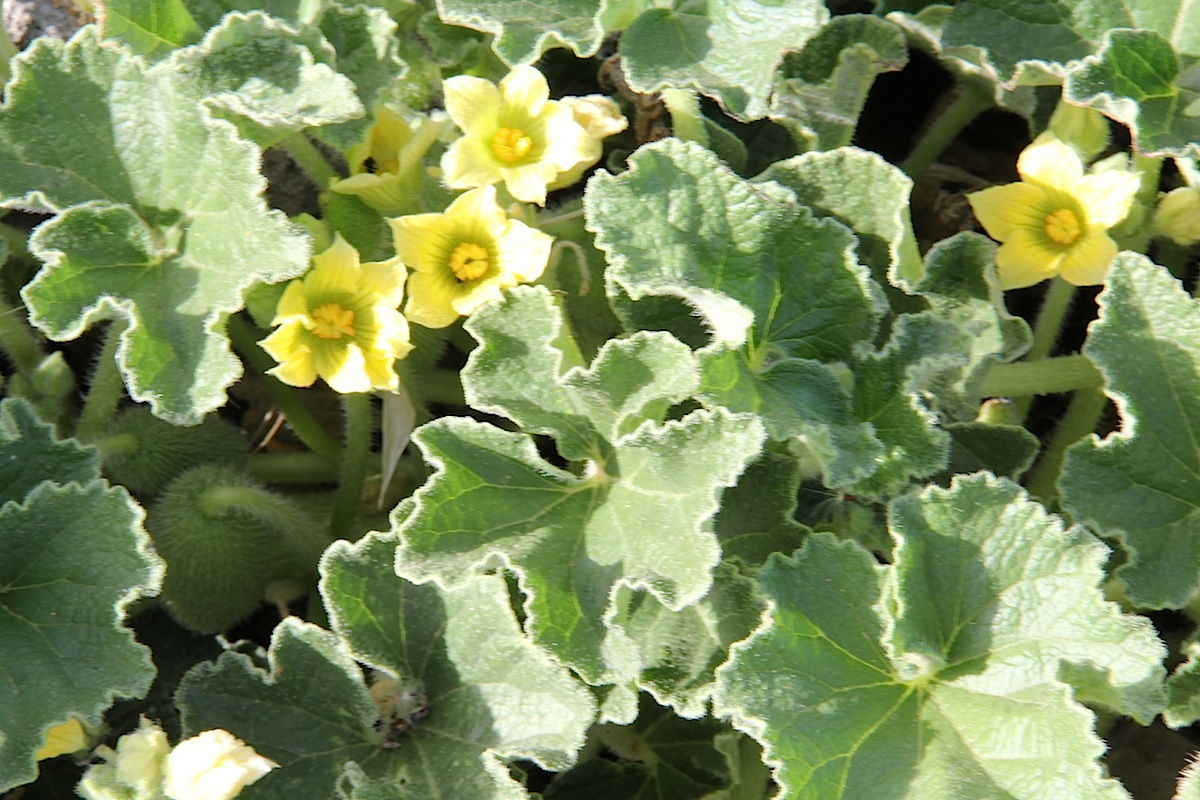